# Guy-Marc Hinant
Guy-Marc Hinant, né en 1960 à Charleroi (province de Hainaut), est un auteur, éditeur, scénariste et cinéaste belge.

## Biographie
Guy-Marc Hinant naît en 1960 à Charleroi. Il dirige le label indépendant Sub Rosa spécialisé en musique électronique et expérimentale dont il est le co-créateur avec Frédéric Walheer. Il y édite la série An Anthology of Noise and Electronic Music. Il écrit plusieurs fragments narratifs et notes sur l'esthétique pour les Éditions de l'Heure, diverses revues internationales telles que Leonardo Music Journal (SF), Luna-Park surtout (édité par Marc Dachy à Paris), la revue Pylône (Bruxelles) et pour la revue Lapin (L'Association, Paris). Par ailleurs, il donne des conférences sur l'émergence du bruit dans la musique occidentale - preuves à l'appui. Compagnon de l'autrice de bande dessinée Dominique Goblet, il apparaît dans ses albums sous le nom de « GM » .
Au début des années 1980, il est membre du groupe Pseudo Code avec Alain Neffe et Xavier Ess. En 2001, il fonde OME - L'Observatoire - avec Dominique Lohlé, ensemble ils réalisent une série de documentaires sur l'art de l'écoute et le bruit.

## Regards sur Charleroi
En 2018, Guy-Marc Hinant sort le documentaire Charleroi, Le pays aux 60 montagnes. Il y aborde différents aspects du pays noir, entre passé sinistré et reconstruction. Le film est divisé en plusieurs chapitres (Socialisme, Ville-Monde...) dans lesquels interviennent différentes personnalités de Charleroi, de façon à illustrer la face sombre de la ville aussi bien que ses projets urbains via Charleroi District Créatif, sa culture et sa langue, les composantes de sa population... Parmi les intervenants on distingue Benjamin Silberberg, rescapé d'Auschwitz, Jean-Luc Fauconnier, écrivain et linguiste, Paul Magnette, bourgmestre de Charleroi, Jean Yernaux, architecte, Georgios Maïllis, Charleroi bouwmeester, Pierre-Olivier Rollin, directeur du BPS22, mais également des sans-abris ou encore de jeunes adolescents.
Le film est présenté dans plusieurs festivals comme Leipzig, Madrid et Lussas en Ardèche.

## Œuvres

### Films
- The Garden is full of Metal, 1996
- Éléments d'un Merzbau oublié, 1999
- Le Plaisir du regret - Un portrait de Léo Kupper, avec Dominique Lohlé, 2003
- Hommage au Sauvage - Un portrait d'Henri Pousseur[8], avec Dominique Lohlé, 2005
- Ghost machinery avec Carl Michael von Hausswolff et Dominique Goblet, installation, 2006
- Luc Ferrari face à sa tautologie - deux jours avant la fin[9] avec Dominique Lohlé, 2007
- I never promised you a rose garden - a portrait of David Toop through his records collection avec Dominique Lohlé, 2007
- Fuck You : Zbigniew Karkowski et la noise en Chine avec Dominique Lohlé, 2008
- Ecce Homo, un portrait de Célestin Deliège avec Dominique Lohlé, 2011
- Whisky Time, a portrait of Charlemagne Palestine avec Dominique Lohlé, 2013
- Ghost of Silence - Tom Pauwels plays Fausto Romitelli avec Dominique Lohlé, 2014
- Birobidjan, le nid est tombé dans les flammes[10],[9], 2015
- RAGE, avec Dominique Lohlé, 2017[11]
- Charleroi, Le Pays aux 60 montagnes[9],[12],[13], 2018
- Trois nuits, 2022 (sur le travail le graveur sur bois Bruno Hellenbosch).

### Publications

#### Romans graphiques
- Les Hommes-Loups[14], Frémok, coll. « Amphigouri », Bruxelles, 17 avril 2010
Scénario : Guy-Marc Hinant - Dessin et couleurs : Dominique Goblet -  (ISBN 9782350650326)

### Interviews
- (it + en) Guy-Marc Hinant (interviewé par Vito Camarretta), « Interview », The Vibes via Wikiwix,‎ 11 novembre 2004 (lire en ligne)
- Guy-Marc Hinant et Dominique Lohlé (interviewés par Philippe Delvosalle), « Interview fleuve avec Guy-Marc Hinant et Dominique Lohlé », Médiathèque Nouvelle,‎ mai 2019 (lire en ligne, consulté le 30 mai 2025).

### Podcasts
- « Bruxelles (1/3) : l'atelier de Guy-Marc Hinant - le label Sub Rosa », émission de 43 min [], sur Radio France, 17 février 2012 (consulté le 3 janvier 2024).

### Vidéographie
- [vidéo] « Guy-Marc Hinant à propos de la trilogie de Thierry Zéno. DVD remasterisé par CINEMATEK », sur YouTube